# Isomorphisme de Satake
Pour les articles homonymes, voir Satake.
En mathématiques, l'isomorphisme de Satake, introduit par Ichirō Satake en 1963, est un isomorphisme entre l'algèbre de Hecke d'un groupe réductif localement compact sur un corps local non-archimédien et un anneau d'invariants du groupe de Weyl associé.
L'équivalence géométrique de Satake en est une version géométrique, introduite en 2007.

## Énoncé
Soit G un groupe de type de Lie, K un corps local non archimédien et O son anneau des entiers. L'isomorphisme de Satake identifie l'anneau de Grothendieck des représentations complexes du dual de Langlands LG de G, avec l'anneau des fonctions G(O)-invariantes à support compact sur la grassmannienne affine. Plus formellement,
{\displaystyle \mathbb {C} _{c}[G(K)/G(O)]^{G(O)}\cong K_{0}({}^{\mathrm {L} }G-\operatorname {Rep} ).}
où G(O) agit sur G(K)/G(O) par multiplication à gauche.